# Frederico Augusto de Anhalt-Zerbst
Frederico Augusto de Anhalt-Zerbst (8 de agosto de 1734 - 3 de março de 1793), foi um príncipe alemão da Casa de Ascânia e o último governante do principado de Anhalt-Zerbst. Era o o segundo e único filho sobrevivente do príncipe Cristiano Augusto de Anhalt-Zerbst e da sua esposa, a duquesa Joana Isabel de Holstein-Gottorp. Era irmão mais novo da czarina Catarina II da Rússia.

## Vida
Frederico Augusto sucedeu ao principado de Anhalt-Zerbst após a morte do pai em 1747, quando tinha apenas treze anos de idade. A sua mãe, a princesa-viúva Joana Isabel, foi sua regente até 1752. Frederico foi um dos soberanos que apoiou a Grã-Bretanha durante a Revolução Americana, oferecendo-lhe soldados. Pela sua generosidade, recebeu uma avultada compensação monetária.
Em 1776, concedeu liberdade religiosa às suas terras. Devido a uma zanga com o Reino da Prússia, foi forçado a fugir para o exílio, vivendo primeiro na Basileia e depois no Luxemburgo, onde morreu.

## Casamentos e sucessão
Frederico Augusto casou-se pela primeira vez, em Zerbst, com a condessa Carolina Guilhermina de Hesse-Cassel, filha do conde Maximiliano de Hesse-Cassel e neta do conde Carlos I. Deste casamento não nasceram filhos. Voltaria a casar-se a 27 de maio de 1764, desta vez com a princesa Frederica Augusta de Anhalt-Bernburg, filha do príncipe Vítor Frederico de Anhalt-Bernburg. Também não teve filhos deste casamento.
Com a sua morte, a linha de Anhalt-Zerbst extinguiu-se e a sucessão no principado foi disputada entre os restantes ramos da Casa de Ascânia: Anhalt-Bernburg, Anhalt-Köthen e Anhalt-Dessau. Finalmente, em 1796, as terras do principado foram divididas entre os três e Anhalt-Zerbst deixou de existir. O domínio de Jever, que tinha sido anexado a Zerbst através do casamento do príncipe Rudolfo com a princesa Madalena de Oldemburgo, herdeira dessa terra, era governado segundo uma lei semi-sálica, pelo que foi entregado à imperatriz Catarina, a Grande, a única irmã viva de Frederico.

## Genealogia
| Frederico Augusto de Anhalt-Zerbst | Pai: Cristiano Augusto de Anhalt-Zerbst | Avô paterno: João Luís I de Anhalt-Dornburg        | Bisavô paterno: João VI de Anhalt-Zerbst              |
| Frederico Augusto de Anhalt-Zerbst | Pai: Cristiano Augusto de Anhalt-Zerbst | Avô paterno: João Luís I de Anhalt-Dornburg        | Bisavó paterna: Sofia Augusta de Holstein-Gottorp     |
| Frederico Augusto de Anhalt-Zerbst | Pai: Cristiano Augusto de Anhalt-Zerbst | Avó paterna: Cristina Leonor de Zeutsch            | Bisavô paterno: Jorge de Zeutsch                      |
| Frederico Augusto de Anhalt-Zerbst | Pai: Cristiano Augusto de Anhalt-Zerbst | Avó paterna: Cristina Leonor de Zeutsch            | Bisavó paterna: Cristina Weissenbach                  |
| Frederico Augusto de Anhalt-Zerbst | Mãe: Joana Isabel de Holstein-Gottorp   | Avô materno: Cristiano Augusto de Holstein-Gottorp | Bisavô materno: Cristiano Alberto de Holstein-Gottorp |
| Frederico Augusto de Anhalt-Zerbst | Mãe: Joana Isabel de Holstein-Gottorp   | Avô materno: Cristiano Augusto de Holstein-Gottorp | Bisavó materna: Frederica Amália da Dinamarca         |
| Frederico Augusto de Anhalt-Zerbst | Mãe: Joana Isabel de Holstein-Gottorp   | Avó materna: Albertina Frederica de Baden-Durlach  | Bisavô materno: Frederico VII de Baden-Durlach        |
| Frederico Augusto de Anhalt-Zerbst | Mãe: Joana Isabel de Holstein-Gottorp   | Avó materna: Albertina Frederica de Baden-Durlach  | Bisavó materna: Augusta Maria de Holstein-Gottorp     |